# Diane d'Anet
La Diane d'Anet, Diane au cerf ou Diane appuyée sur un cerf ou encore Fontaine de Diane est une sculpture de marbre de style maniériste représentant Diane de Poitiers en déesse Diane.

## Description
La déesse romaine de la chasse et de la fertilité (de la lune), est représentée assise, tenant un arc dans une main et entourant le cou d'un grand cerf de l'autre. À ses pieds un lévrier et un barbet .
Sur le piédestal on trouve le monogramme H et D de Henri II et Diane de Poitiers.
Ce groupe sculpté constituait la partie supérieure de la fontaine monumentale de la cour du château d'Anet construit par Philibert Delorme et qui appartenait à la comtesse Diane de Poitiers ,.
La sculpture a été successivement attribuée de façon erronée à Benvenuto Cellini, Jean Goujon ou son école et Germain Pilon ,. Plus récemment, le nom de Ponce Jacquiot a été avancé.
Un dessin de la fontaine sur laquelle était posée initialement cette sculpture est conservé au Louvre. On remarque que les jets d'eau sortaient de la gueule et du pénis de 2 chiens placés sur le piédestal,.
Elle a été fortement restaurée par le sculpteur Pierre-Nicolas Beauvallet en 1799-1800 ,, avant son installation au musée du Louvre. Ont été ajoutés, au XIXe siècle, par le bronzier Pierre-Maximilien Delafontaine (1774-1860), l'arc en bronze doré et une dorure sur les bois du cerf.

## Analyse

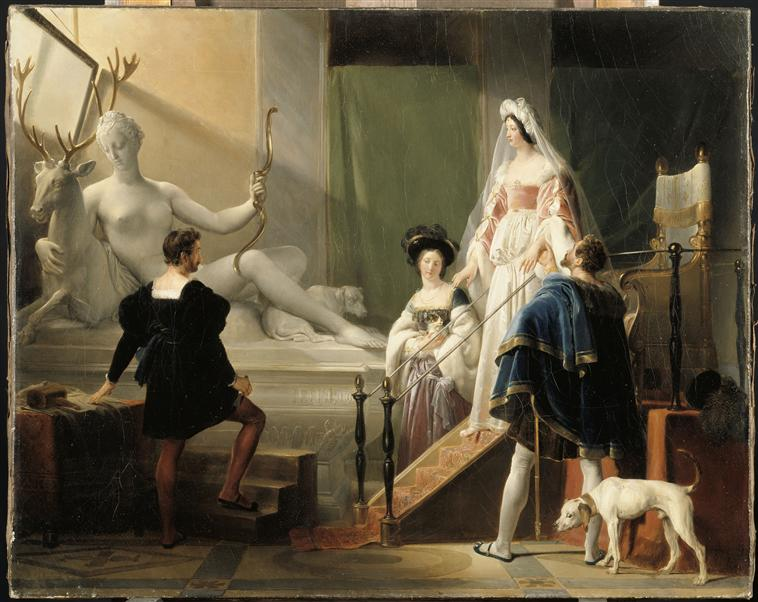
Alexandre-Évariste Fragonard : Diane de Poitiers dans l'atelier de Jean Goujon (musée du Louvre)

La sculpture n'est pas un portrait de Diane de Poitiers, mais une évocation allégorique :  Diane de Poitiers, sous les traits de la déesse Diane, enlaçant un cerf représentant Henri II, son royal amant ; les 2 chiens de la déesse, Phrocyon le lévrier et Cyrius le barbet, sont derrière elle.
Par son style, elle est le témoin des tensions artistiques du milieu du XVIe siècle, celui-ci étant partagé entre le maniérisme italien et le classicisme français.

## Postérité
Dans sa peinture Diane de Poitiers dans l'atelier de Jean Goujon, Fragonard a représenté Jean Goujon travaillant sur la Diane d'Anet en présence de Diane de Poitiers. Malgré cela, la paternité de la sculpture est contestée et le véritable auteur reste inconnu.
Une reproduction de la sculpture est visible dans la cour du château d'Anet. Il existe deux autres copies situées dans le parc du château de Rambouillet et à l'entrée du musée de la vénerie à Senlis. Hors de France, une autre copie a été placée dans le parc Nobel de Stockholm en 1964.

## Galerie

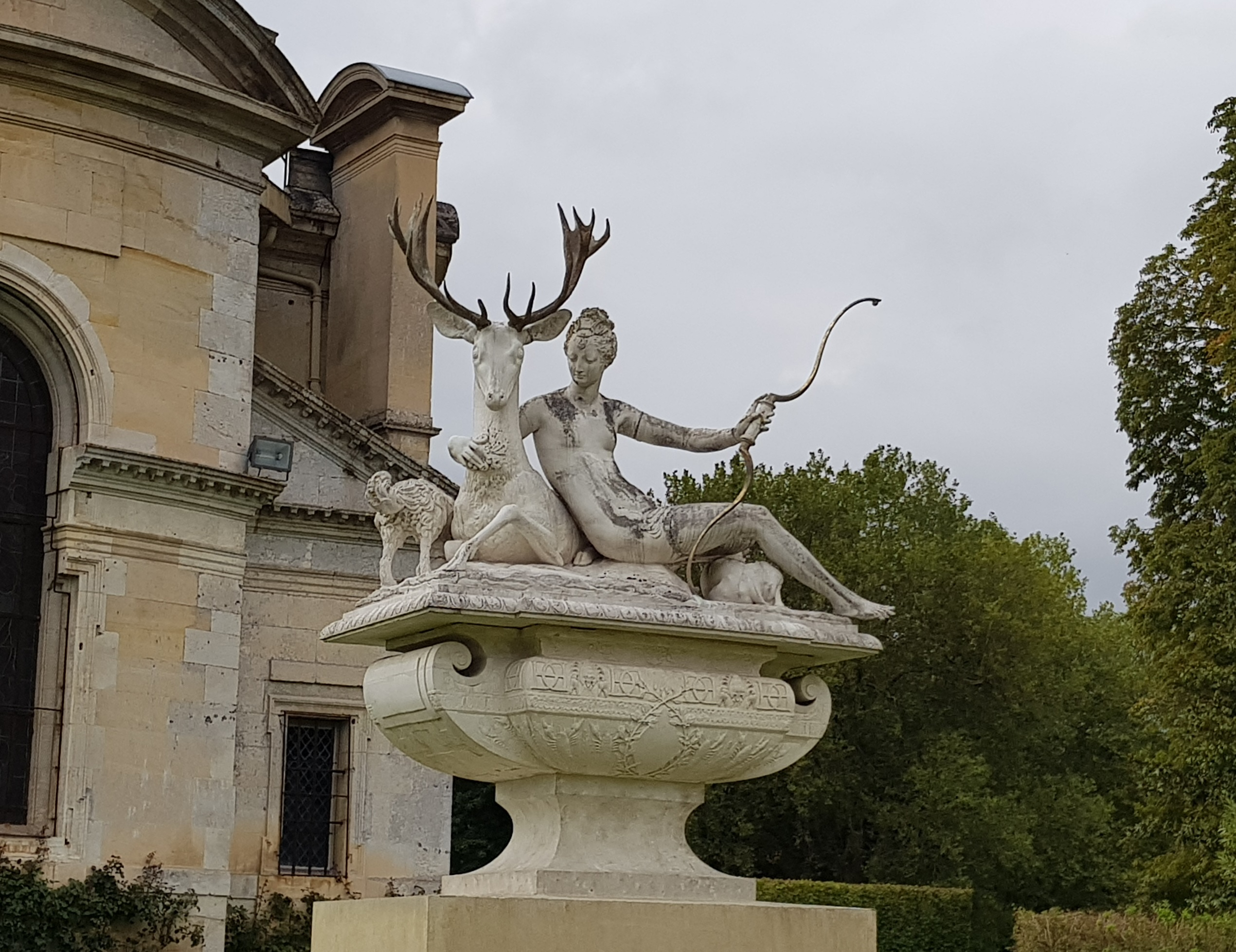
Diane, château d'Anet
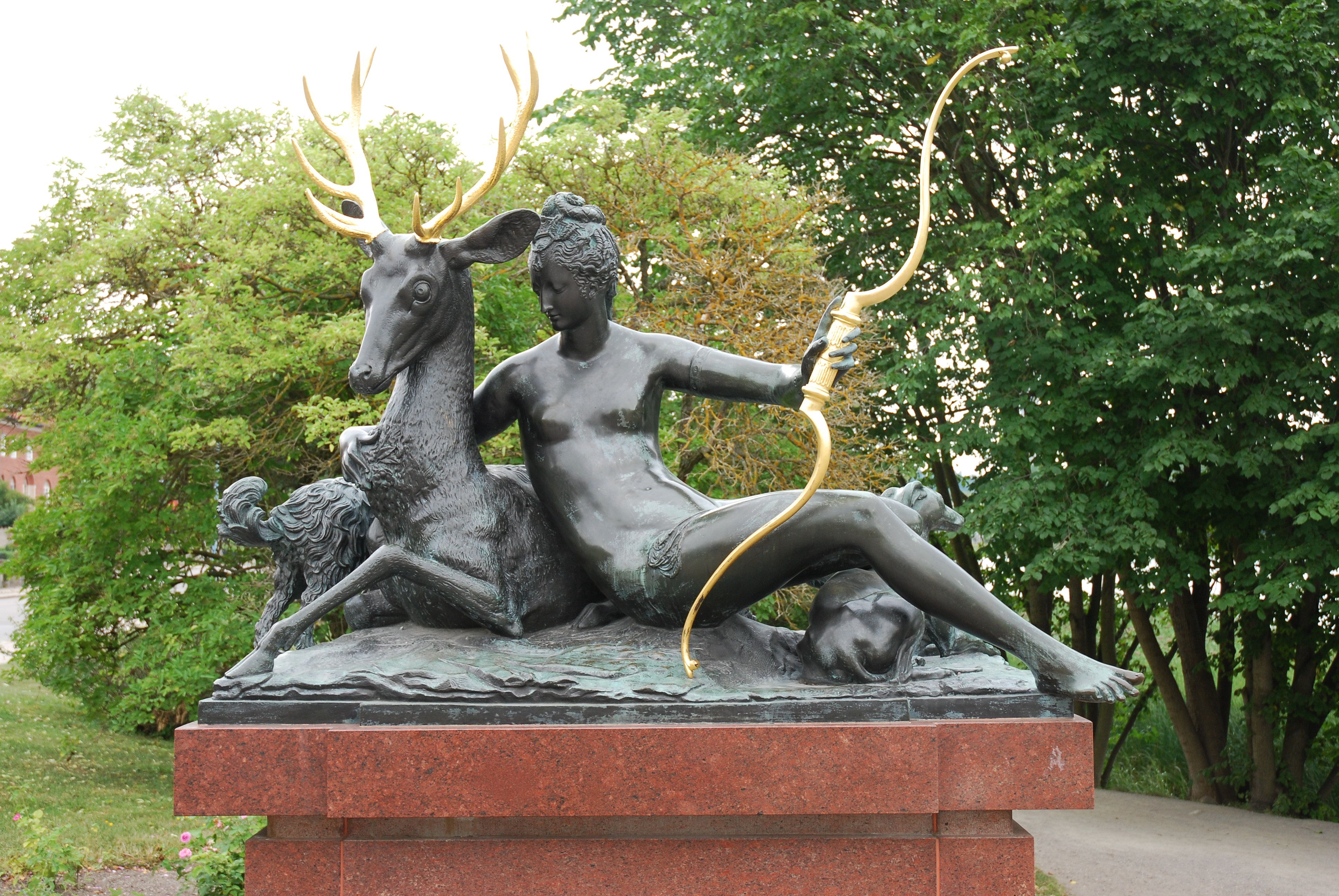
Diane, parc Nobel, Stockholm
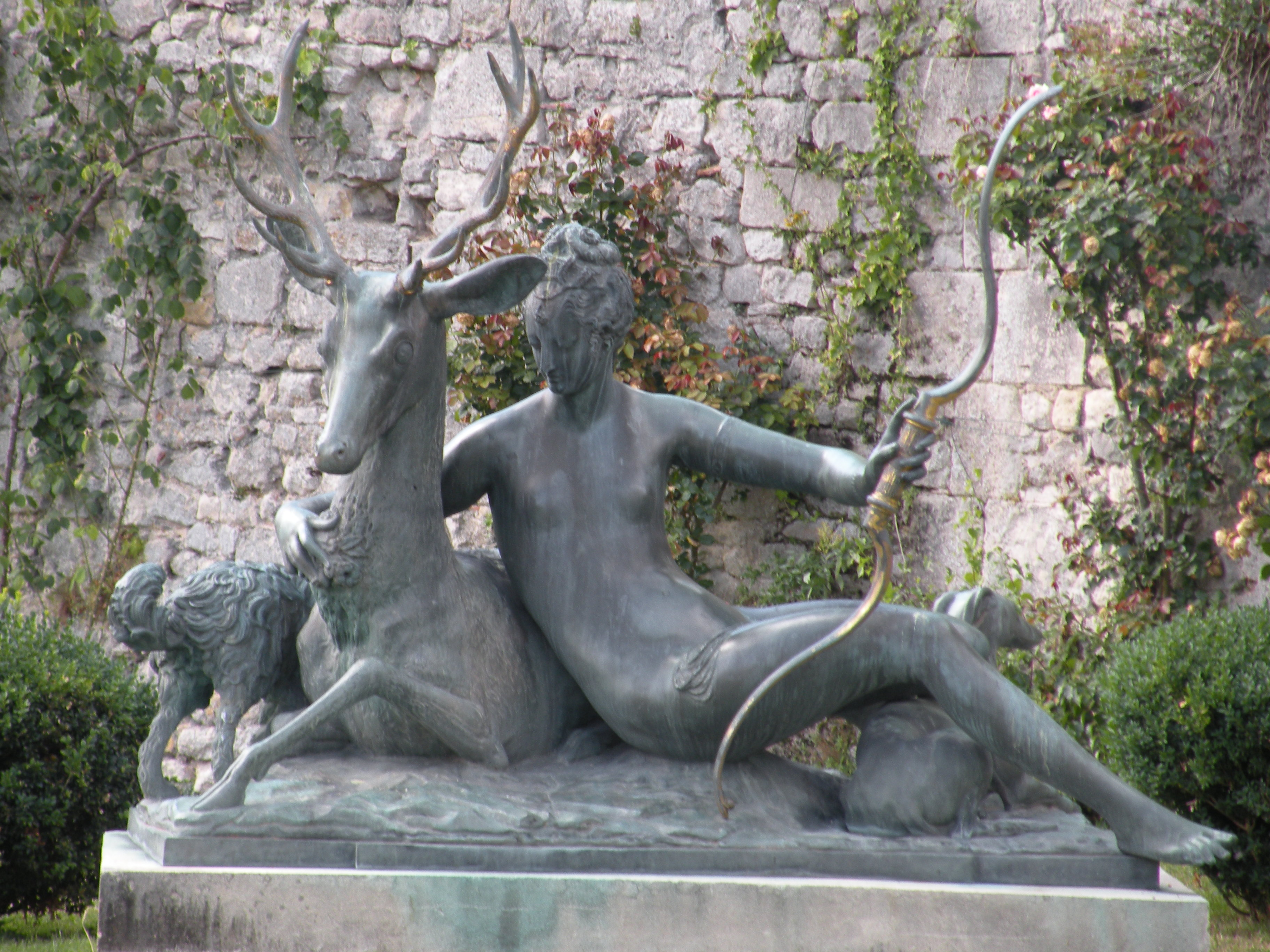
Diane, musée de Senlis